# Пазираи, Мохаммад
Мохаммад Пазираи (перс. محمد پذيرا‎; 4 августа 1929, Бадхоурех, Западный Азербайджан, Иран — 9 марта 2002, Тегеран, Иран) — иранский борец греко-римского стиля, бронзовый призёр Олимпийских игр .

## Биография
Родился в 1929 году в провинции Западный Азербайджан, впоследствии переехал с семьёй в Ардебиль, где начал заниматься борьбой.
С 1959 года был бессменным чемпионом Ирана.
На Летних Олимпийских играх 1960 года в Риме боролся в наилегчайшем весе (до 52 килограммов). По регламенту турнира борец получал в схватках штрафные баллы. Набравший 5 штрафных баллов спортсмен выбывал из турнира. Титул оспаривали 18 борцов.
К пятому кругу сложилось следующее положение: два борца имели по четыре штрафные балла, а четыре, в том числе и Пазираи по пять штрафных баллов. В пятом круге состоялось три встречи, и трое проигравших выбыли. Пазираи победил, набрав 6 баллов, столько же, сколько также победивший в своей встрече Осман Эль-Сайед, но за счёт личной победы Эль-Сайед стал вторым, а Пазираи — третьим.
| Выступление на Олимпийских играх 1960 года | Выступление на Олимпийских играх 1960 года | Выступление на Олимпийских играх 1960 года | Выступление на Олимпийских играх 1960 года | Выступление на Олимпийских играх 1960 года | Выступление на Олимпийских играх 1960 года | Выступление на Олимпийских играх 1960 года |
| Круг                                       | Соперник                                   | Страна                                     | Результат                                  | Баллы                                      | Всего баллов                               | Время схватки                              |
| ------------------------------------------ | ------------------------------------------ | ------------------------------------------ | ------------------------------------------ | ------------------------------------------ | ------------------------------------------ | ------------------------------------------ |
| 1                                          | Мориц Мевиc                                | Бельгия                                    | Победа По очкам                            | -1                                         | -1                                         | 12:00                                      |
| 2                                          | Осман Эль-Сайед                            | Объединённая Арабская Республика           | Поражение По очкам                         | -3                                         | -4                                         | 12:00                                      |
| 3                                          | Штефан Хайдук                              | Польша                                     | Победа По очкам                            | -1                                         | -5                                         | 12:00                                      |
| 4                                          |                                            |                                            |                                            | 0                                          | -5                                         |                                            |
| Финал                                      | Иван Кочергин                              | Союз Советских Социалистических Республик  | Победа По очкам                            |                                            |                                            |                                            |

В 1962 году остался шестым на чемпионате мира.
После окончания карьеры стал тренером. Так, под его руководством сборная Ирана в 1983 году на чемпионате Азии завоевала 10 наград — 8 золотых и два серебряных . В дальнейшем продолжал занимать руководящие посты в сборной.
Умер в 2002 году